# 澳大利亞叢林大火

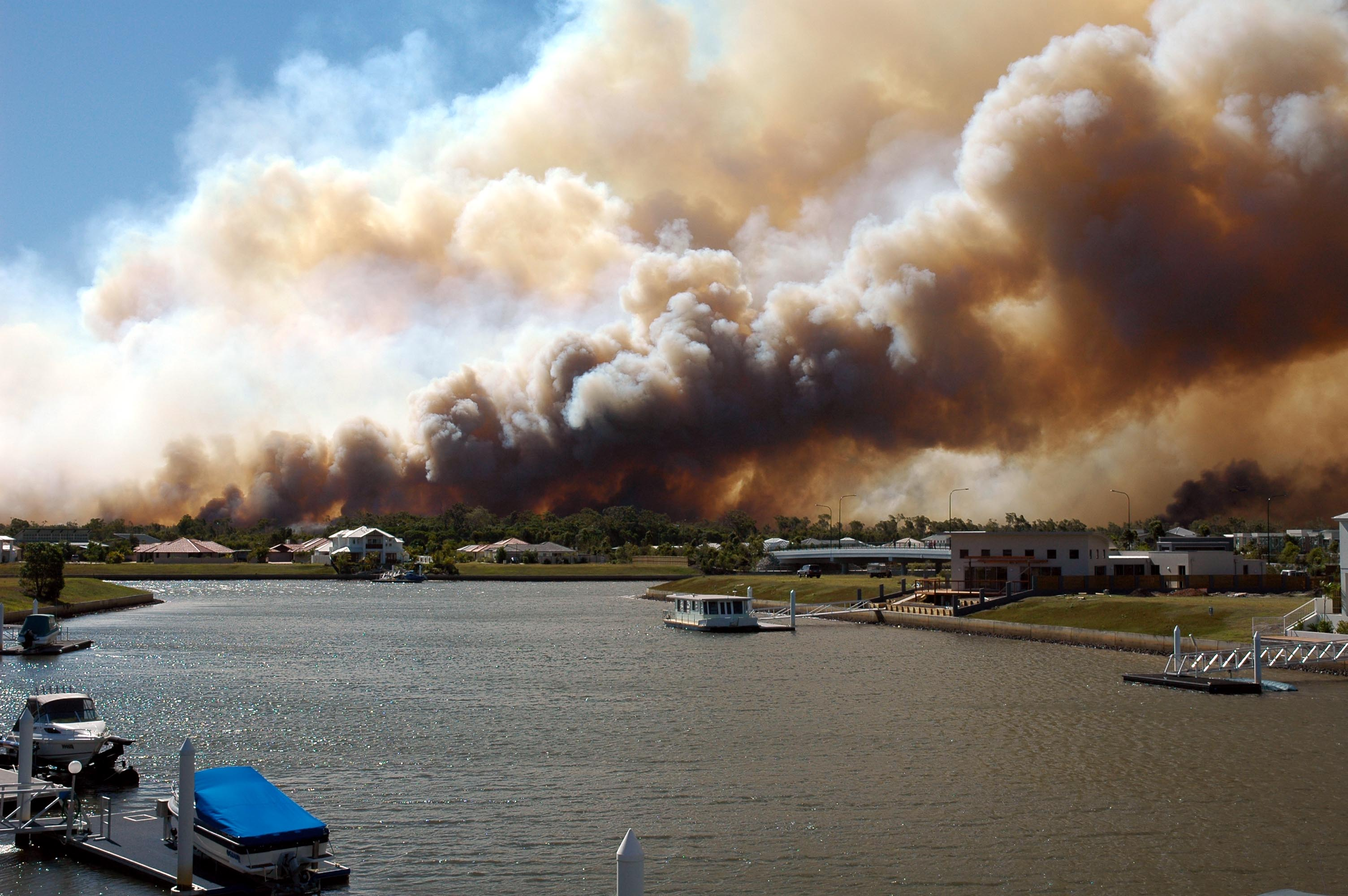
2006年11月上旬延燒昆士蘭州陽光海岸一帶的叢林大火，當地居民在此前已被撤離，因此大火並無造成傷亡。

澳大利亞叢林大火（英語：Bushfires in Australia）是澳大利亞炎熱乾燥季節頻繁發生的野外火災。有大面積的土地每年都會被破壞，並且造成財產損失和人員傷亡。野外火災通常是由閃電引起，或有人為疏忽和故意縱火引起，而熱浪、乾旱和週期氣候轉變如厄爾尼諾現象和印度洋偶極子都會嚴重增加火災危機。全球的氣候變化加劇了氣候現象，令夏季變得更炎熱，2019年持續乾旱高温，破紀錄的高溫和長時間乾旱助長了叢林大火，導致2019－2020年澳洲叢林大火更難以控制。
然而，少部份特定的澳大利亞本地植物群依賴著叢林大火繁殖，火災時常交替發生，成爲了澳大利亞生態的重要組成部份。對某些桉樹和斑克木來說，大火可以使植物種子開裂，從而得以生根發芽。大火也促進了新的植被生成，一些別的物種也能夠很快從大火造成的損失中恢復過來。
在古代，有時小規模的野火帶給澳大利亞原住民好處，比如清理植被來開闢土地，他們會以刀耕火種的古老農業技術，產生的富含營養的草木灰，土壤的生產力暫時性得以提升。在經過數年的耕作後，土地養分大量流失而變得過於貧瘠，當不能再耕種時，古代農民便要棄置耕地，再另闢新的耕地。
主要的火災旋風會以它們造成嚴重損失的那一天來命名，例如圣灰星期三大火。如果天氣炎熱乾旱的情況比以往更嚴重，那麼更危險的火災就會發生，例如2009年澳洲熱浪和黑色星期六叢林大火同時發生，結果造成173人喪生，過千人痛失家園。

## 類別
澳大利亞叢林大火一般被定義做不受控制的、無結構的，由草、矮樹叢、灌木或者森林燃燒導致的火災。澳大利亞因為幅員遼闊、地理情況多變而引起了各種各樣的大火。它們大致可以分為兩類，以發生地的地形特徵命名：
- 丘陵/山地火：發生在丘陵，山地和植被濃密的高山凍原帶，這些地區因地理原因難以抵達並且不適宜於農業，同時濃密的植被又被國家、州和其他的一些公園保護著。陡峭的地形增加了火災風暴的發展速度，當這些地區附近有居民地點的時候，大火就會對其造成生命財產的威脅。
- 平原/草原火：發生在平原地區和地勢起伏小的草原和灌木叢林地。因為平坦地形的高風速，這種火災傳播速度極快。它們會迅速消耗可燃物。和前者相比，這種火災造成的威脅和損害相對較小，因為地勢簡單故而容易推測走向，消防人員也容易抵達發生地方。

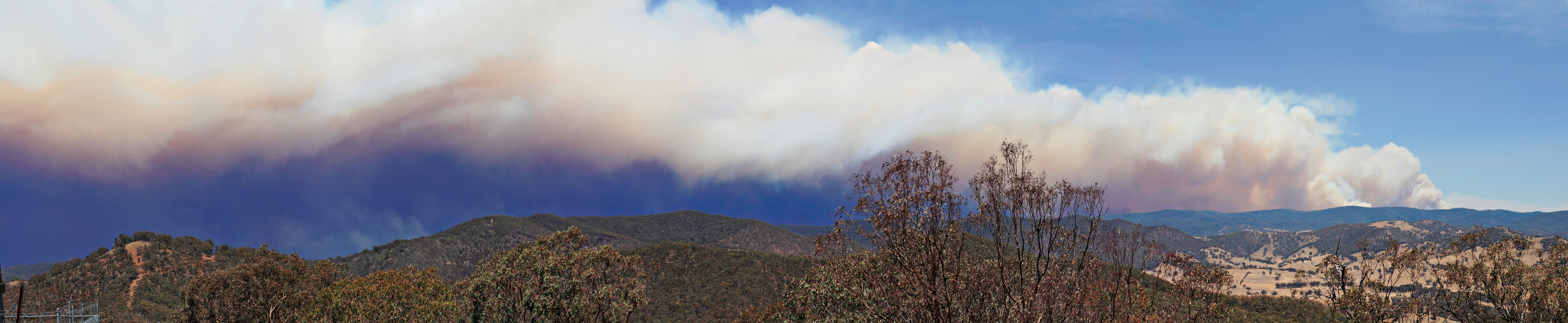
2007年1月11日，從維多利亞Swifts Creek看向Dargo

## 影響

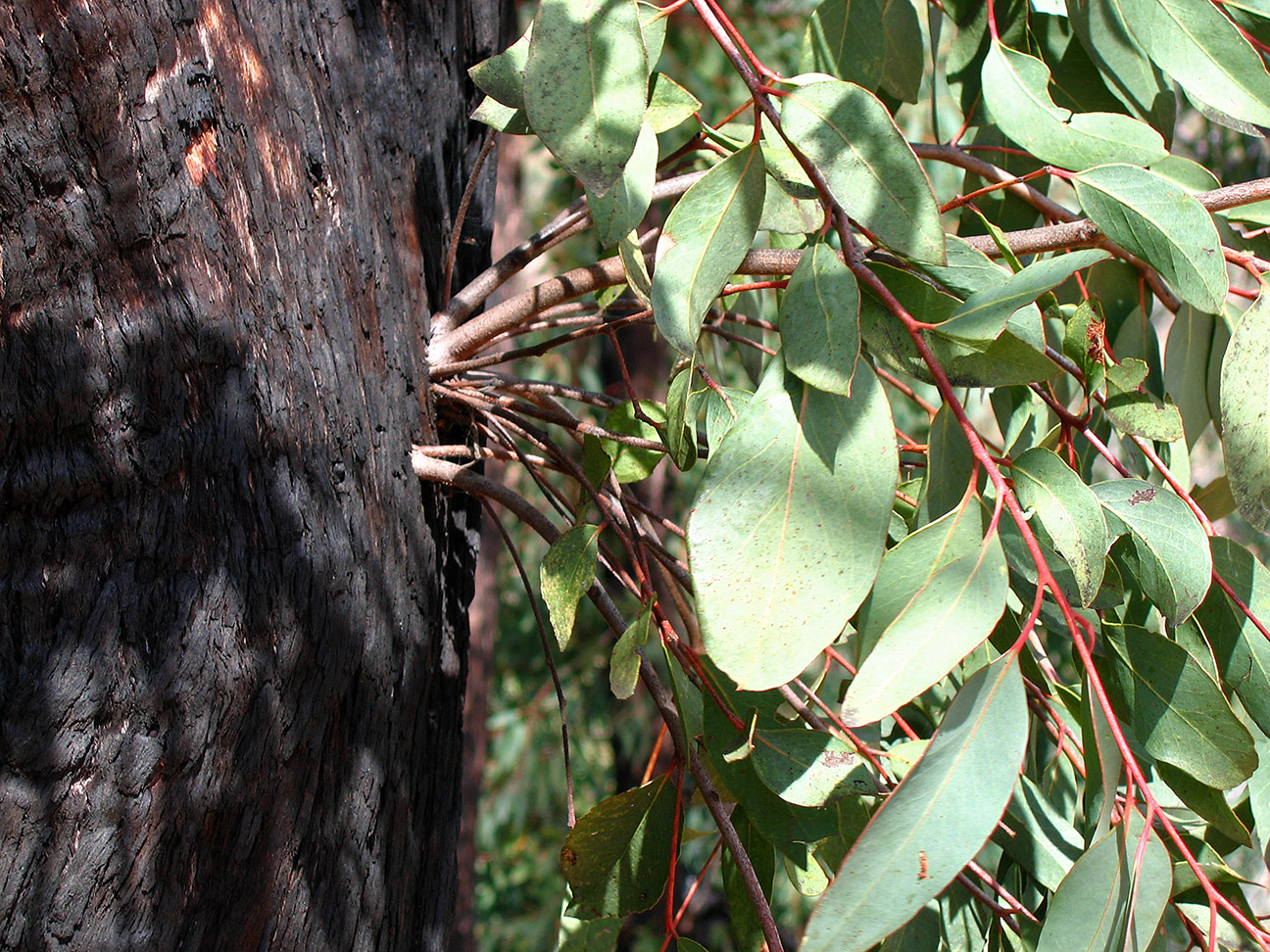
在一棵被大火焚毀的按樹下長出的植物幼苗，這是植物生存的一種策略

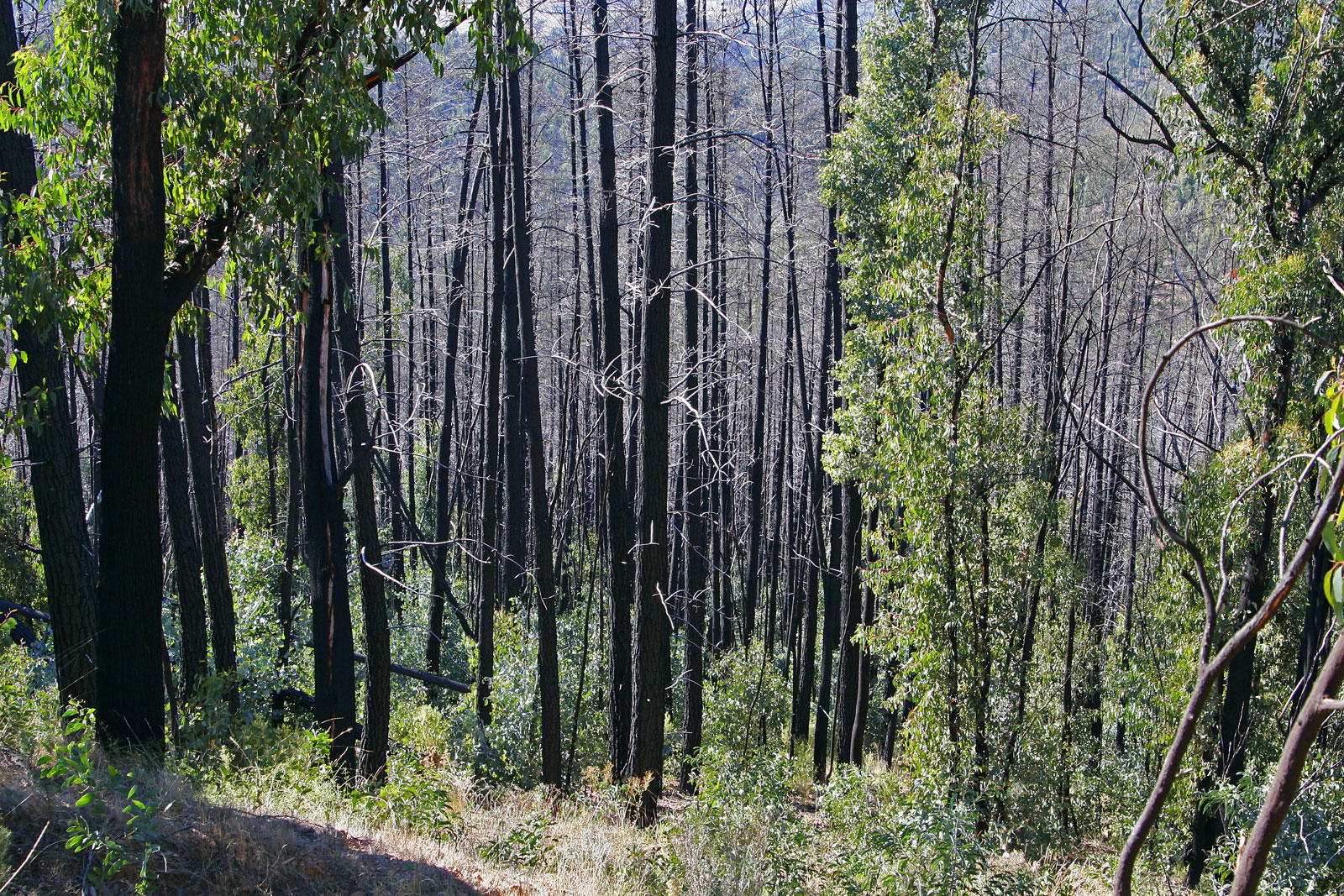
叢林大火毀掉了維多利亞州東吉普斯蘭郡的森林，後來植被有了一些恢復

隨著移民增加，人類開始澳大利亞清理地表植被，叢林大火變得越來越頻繁。喜火植物和耐火植物得以迅速發展。
澳大利亞植物有各種各樣對付叢林大火的策略，有些甚至對叢林大火產生了依賴并促進火災的發生，例如桉樹的葉子中就含有易燃的油脂——這樣可以擺脫和不耐火植物的自然競爭。一些本地動物也有應對叢林大火的辦法。

## 警報
2009年，一個標準化的火情危險評級（Fire Danger Rating）在澳大利亞所有各州得到了推廣。在火災季節，澳大利亞氣象局提供火警天氣預測，通過預測溫度、相對濕度、風速和植被乾燥度來調整相應的危險等級。2010年，新的各等級觸發點在各行政轄區得以推廣。
火情危險評級的目的是通過警告來提醒人們在合適的時間做出反應。評級通過報紙、電臺、電視和互聯網來廣播給人們。
| 等級            | 指標                    |
| --------------- | ----------------------- |
| 災難性/紅色警報 | 森林100+，草地150+      |
| 極度危險        | 森林75–100，草地100–150 |
| 嚴重危險        | 森林50–75，草地50–100   |
| 高危            | 25–50                   |
| 危              | 12–25                   |
| 低至中等危險    | 0–12                    |

## 主要事件
自1851年以來澳大利亞叢林大火造成了超過800人死亡和總計16億美元的財產損失。然而其在財政記錄的損失中卻排在乾旱、風暴、冰雹和颶風之後，這可能是由於其並不多發在人口密集的都市區。
| 名稱                                | 地點                        | 被毀地區                 | 日期                                        | 傷亡     | 財產損失                                   |
| ----------------------------------- | --------------------------- | ------------------------ | ------------------------------------------- | -------- | ------------------------------------------ |
| 黑色星期四叢林大火                  | 維多利亞州                  | 大約500萬公頃            | 1851年2月6日                                | 大約12人 | 100萬頭綿羊，數千頭牛                      |
| 紅色星期三叢林大火                  | 維多利亞州                  | 260,000公頃              | 1898年2月1日                                | 12人     | 2,000棟房屋                                |
| 1926年叢林大火                      | 維多利亞州                  | 390,000公頃              | 1926年2月-3月                               | 60人     |                                            |
| 黑色星期五叢林大火                  | 維多利亞州                  | 200萬公頃                | 1938年12月-1939年1月，1939年1月13日達到頂峰 | 71人     |                                            |
| 1944年叢林大火                      | 維多利亞州                  | 大約100萬公頃            | 1944年1月14日-1944年2月14日                 | 15–20人  | 超過500所房屋                              |
| 1951年-1952年叢林大火               | 維多利亞州                  | 4,000,000公頃            | 1951年-1952年夏                             | 至少10人 |                                            |
| 黑色星期天叢林大火                  | 南澳大利亞州                | 39,000–160,000公頃       | 1955年1月2日                                | 2人      |                                            |
| 1961年西澳大利亞叢林大火            | 西澳大利亞州                | 180萬公頃                | 1961年1月-3月                               | 0        | 160戶人家                                  |
| 1962年叢林大火                      | 維多利亞州                  |                          | 1962年1月14日-16日                          | 32人     | 450戶人家                                  |
| 南方高地叢林大火                    | 新南威爾士州                | 251,000公頃              | 1965年3月5日-14日                           | 3人      | 59戶人家                                   |
| 塔斯馬尼黑色星期二叢林大火          | 塔斯馬尼亞                  | 大約264,000公頃          | 1967年                                      | 62人     | 1,293戶人家                                |
| Dandenong Ranges叢林大火            | 維多利亞州                  | 1,920公頃                | 1968年2月19日                               |          | 53戶人家、10棟其他建築、53戶人家           |
| 1969年叢林大火                      | 維多利亞州                  |                          | 1969年1月8日8                               | 23人     | 230所房屋                                  |
| Western Districts叢林大火           | 維多利亞州                  | 103,000公頃              | 1997年2月12日12                             | 4人      | 116所房屋、340棟其他建築                   |
| 1978年西澳大利叢林大火              | 西澳大利亞州                | 114,000公頃              | 1978年4月4日                                | 2人      | 6棟建築                                    |
| 悉尼北部叢林大火                    | 新南威爾士州，悉尼          |                          | 1979年12月                                  |          | 5棟建築、28戶人家                          |
| 圣灰星期三叢林大火                  | 南澳大利亞州和維多利亞州    | 418,000公頃              | 1983年2月16日                               | 75人     | 大約2,400所房屋                            |
| 維多利亞中部叢林大火                | 維多利亞州                  | 50,800公頃               | 1985年1月14日14                             | 3人      | 180多所房屋                                |
| 1994年東部海岸大火                  | 新南威爾士州                |                          | 1993年12月27日-1994年1月16日                | 4人      | 225戶人家                                  |
| Wooroloo叢林大火                    | 西澳大利亞州                | 10,500公頃               | 1997年1月8日                                | 0        | 16戶人家                                   |
| Dandenongs叢林大火                  | 維多利亞州                  |                          | 1997年1月21日                               | 3人      | 41戶人家                                   |
| Lithgow叢林大火                     | 新南威爾士州                |                          | 1997年12月2日                               | 2人      |                                            |
| 珀斯和新南威爾士地區叢林大火        | 西澳大利亞州                | 23,000公頃               | 1997年12月2日                               | 2死21傷  | 1戶人家                                    |
| 林頓叢林大火                        | 維多利亞州                  |                          | 1998年                                      | 5人      |                                            |
| 黑色聖誕節叢林大火                  | 新南威爾士州                | 740,000英畝（3,000平方） | 2001年-2002年                               | 0        | 121戶人家                                  |
| 2003年堪培拉叢林大火                | 澳大利亞首都直轄區，堪培拉  | 160,000公頃              | 2003年                                      | 4人      | 將近500戶人家                              |
| 2003年東維多利亞阿爾卑斯叢林大火    | 維多利亞州                  | 超過1,300萬公頃          | 2003年1月8日-2003年3月8日                   |          | 41戶人家                                   |
| Tenterden大火                       | 西澳大利亞州                | 211萬公頃                | 2003年11月                                  | 2人      |                                            |
| 艾爾半島叢林大火                    | 南澳大利亞州                | 145,000公頃              | 2005年                                      | 9人      | 93戶人家                                   |
| 2006年中央海岸叢林大火              | 新南威爾士州，Central Coast |                          | 2006年                                      |          |                                            |
| 越獄旅館大火（Jail Break Inn Fire） | 新南威爾士州，Junee         | 30,000公頃               | 2006年                                      | 0        | 大約2萬頭牲畜，7戶人家                     |
| 2005年維多利亞叢林大火              | 維多利亞州                  | 16萬公頃                 | 2005年12月-2006年1月                        | 4人      | 57所房屋、359座農場建築、65,000頭牲畜。    |
| 格蘭屏山區叢林大火                  | 維多利亞州                  | 184,000公頃              | 2006年1月                                   |          |                                            |
| Pulletop叢林大火                    | 新南威爾士州，Wagga Wagga   | 9,000公頃                | 2006年2月6日                                | 0        | 2,500頭綿羊和6頭牛                         |
| 大分水嶺大火                        | 維多利亞州                  | 1,048,000公頃            | 2006年12月1日-2007年3月                     |          | 51戶人家                                   |
| 2006-07年澳大利亞叢林大火季         | 全澳洲                      | 1,360,000公頃            | 2006年9月-2007年1月                         |          | 83戶人家                                   |
| 端林古叢林大火                      | 西澳大利亞州                | 12,000公頃               | 2007年2月4日                                | 0        |                                            |
| 袋鼠島叢林大火                      | 南澳大利亞州                | 95,000公頃               | 2007年12月6日-14日                          | 1人      |                                            |
| Boorabbin國家公園                   | 西澳大利亞州                | 4萬公頃                  | 2007年12月30日                              | 3人      | 電力線和大東部高速公路被迫關閉兩周         |
| 黑色星期六叢林大火                  | 維多利亞州                  | 45萬公頃                 | 2009年2月7日-3月14日                        | 173人    | 2,029多所房屋、2,000棟其他建築             |
| Toodyay叢林大火                     | 西澳大利亞州                | 3,000公頃                | 2009年12月29日                              | 0        |                                            |
| 克里夫頓湖叢林大火                  | 西澳大利亞州                | 2,000公頃                | 2011年1月11日                               | 0        | 10戶人家                                   |
| Roleystone Kelmscott叢林大火        | 西澳大利亞州                | 1,500公頃                | 2011年2月6日-8日                            | 0        | 72戶人家被毀，白金漢橋垮塌造成3周交通封閉  |
| 瑪格麗特河叢林大火                  | 西澳大利亞州                | 4,000公頃                | 2011年11月24日                              | 0        | 31戶人家被毀，包括歷史古跡Wallcliffe House |
| 卡那封叢林大火                      | 西澳大利亞州                | 800,000公頃              | 2011年12月27日-2012年2月3日                 | 0        |                                            |
| 2013年新南威爾士叢林大火            | 新南威爾士州                | 100,000公頃              | 2013年10月17日-2013年10月28日               | 0        | 208戶人家                                  |
| 2015年埃斯佩蘭斯叢林大火            | 西澳大利亞州                | 200,000公頃              | 2015年10月-2015年11月                       | 0        | 10戶人家                                   |
| 2019年－2020年澳洲叢林大火          | 全澳洲                      | 18,626,000公頃           | 2019年9月5日-2020年3月2日                   | 34人     | 2600多所房屋被毁，至少10亿只野生动物死亡   |
| 2020年-2021年澳洲丛林大火           | 全澳洲                      | 250,000公顷              | 2020年6月1日-2021年6月1日                   | 0        | 85所房屋被毁                               |

## 外部連結
- . CSIRO.   [2013-01-03]. （原始内容存档于2010-05-04）.
- . Romsey Australia.   [2013-01-03]. （原始内容存档于2021-04-11）.
- . The Unorthodox Engineers.   [2013-01-03]. （原始内容存档于2021-03-14）.